# Halichoeres chloropterus
Espèce
Statut de conservation UICN

 LC  : Préoccupation mineure
Halichoeres chloropterus est un poisson osseux de petite taille de la famille des Labridae.

## Aire de répartition
Cette espèce est endémique au centre-ouest de l'océan Pacifique.

## Description et habitat
Elle peut être trouvée sur les récifs coralliens et les zones environnantes à des profondeurs de la surface à 10 m. Sa coloration varie en fonction de l'habitat dans lequel il vit, allant du vert brillant si près d'une zone de croissance d'algues ou vert sombre dans d'autres cas. Il peut atteindre une longueur totale de 19 cm.

## Statut de conservation
L'espèce ne fait face à aucune menace importante au-delà de la collecte occasionnelle pour des aquariums.